# Полусвет
Полусве́т или демимонд (фр. demi-monde) — ироническая характеристика высших слоёв французского и английского (реже — американского) общества второй половины XIX века в их публичной жизни, уже не замкнутой исключительно сословным, аристократическим кругом, высшим обществом, светом.
С носителями высокого потомственного статуса, представителями лучших семейств здесь соседствуют теперь люди случая, ловцы удачи, авантюристы, модники, аферисты. В этом смысле, полусвет — характерный феномен западных обществ в начальные периоды эпохи модерна.
Дама полусвета, львица полусвета, полусветская львица — демимонда. Мужчина полусвета, лев полусвета, полусветский лев — демимонд. Иногда использовалось написание через дефис: деми-монда, деми-монд. 

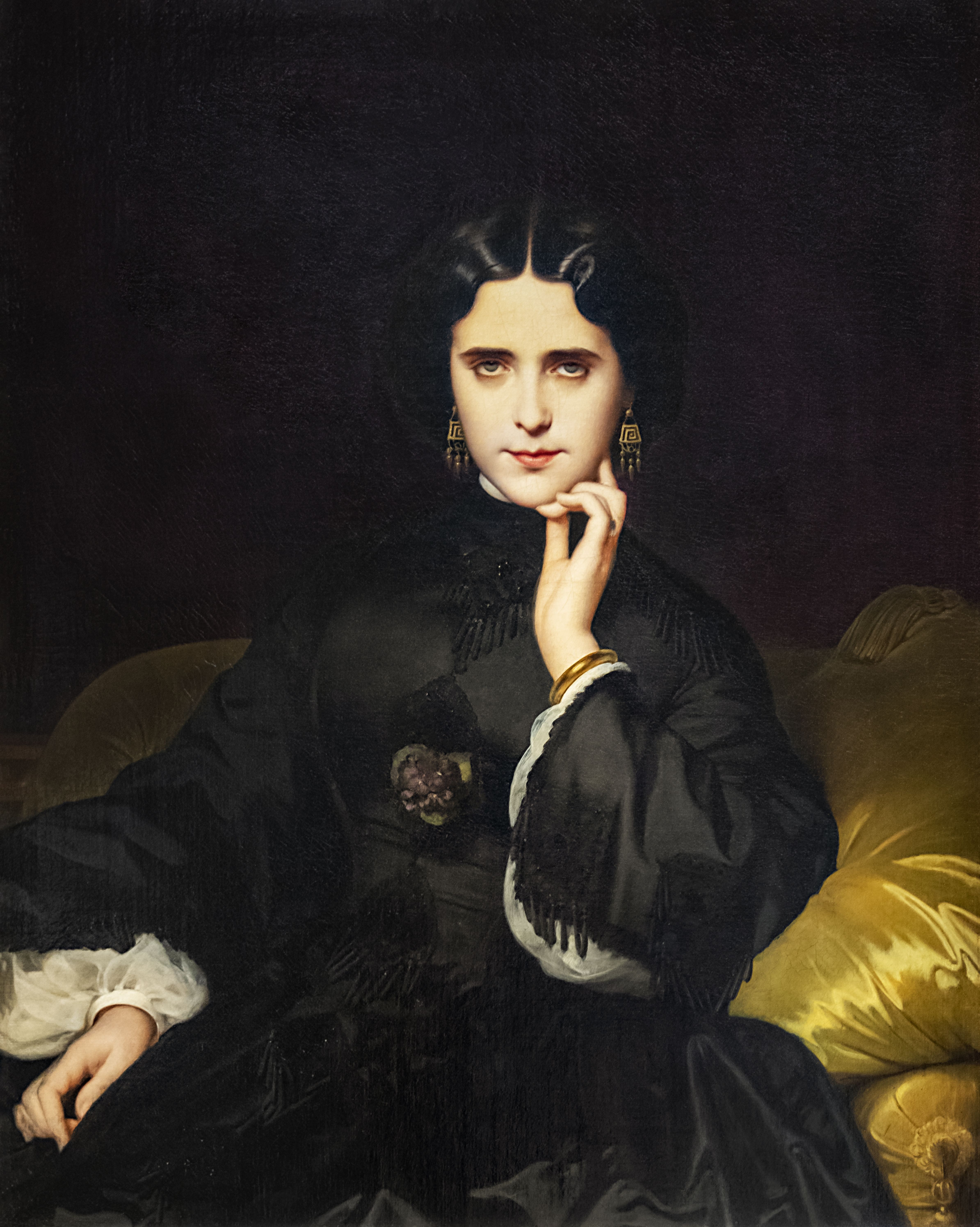
Амори-Дюваль. Портрет Жанны де Турбе, будущей графини де Луан, 1862, музей Орсе.

## Роль дамы полусвета

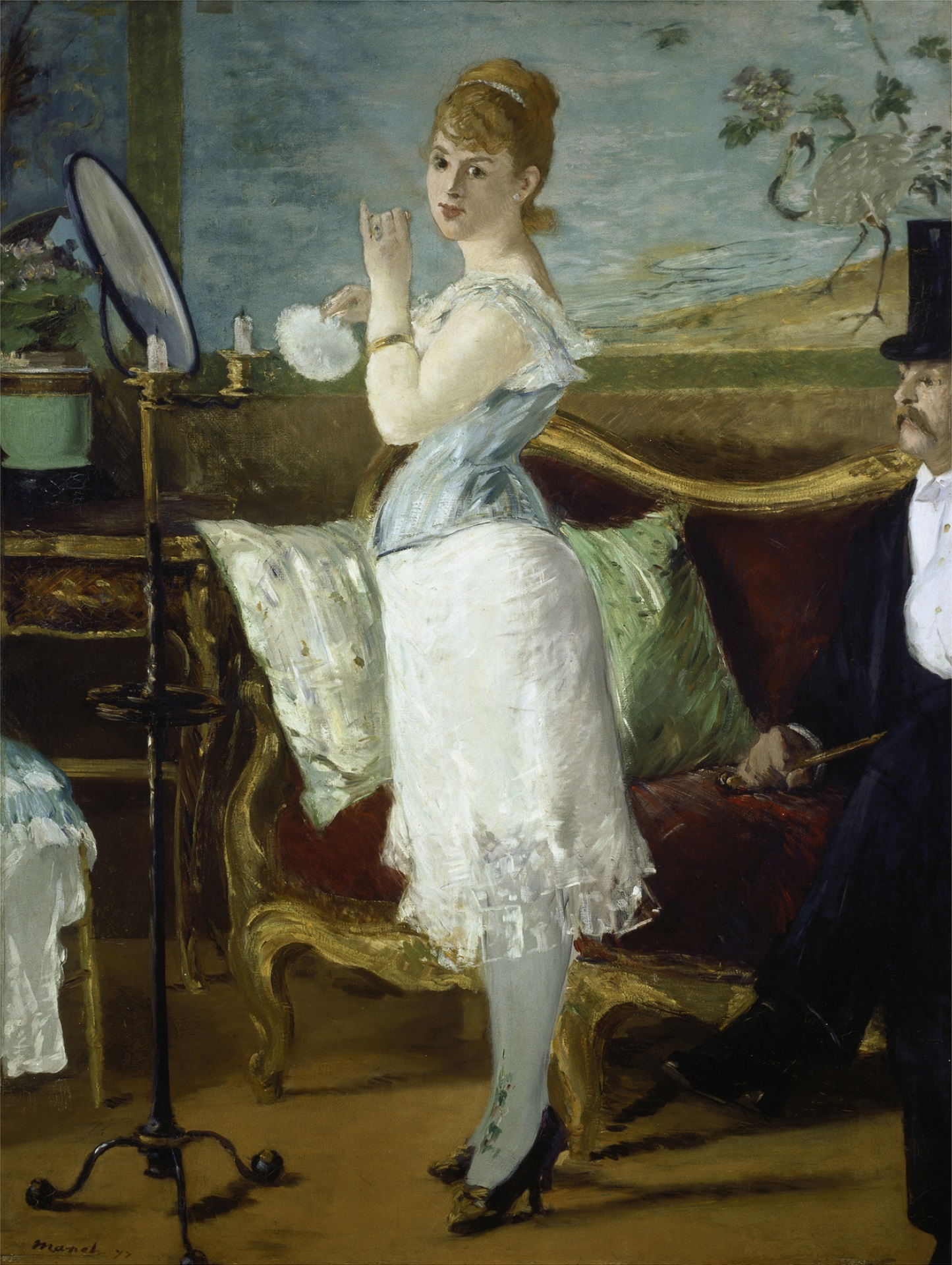
Эдуард Мане. Нана, 1877

Одна из отличительных черт демонстративно роскошного, ориентированного на развлечения и острые ощущения, гедонистического образа жизни высокопоставленных и состоятельных слоев Второй империи и Третьей республики — социальная роль, даже социальный круг или класс дам полусвета (демимонденок, фр. demi-mondaine), актрис, певиц, танцовщиц, элегантных куртизанок, содержанок того или иного популярного и влиятельного, знатного и богатого мужчины, которые не только не скрывают, но всячески выставляют напоказ свою связь с покровителем, толкают его на безудержные денежные траты и другие жертвы, сопровождают на публике, на бульваре, в театре и т. п. Таким образом они используют новые (по крайней мере в таком широком масштабе), не связанные с принадлежностью к знатному роду и с наследуемой позицией образцы карьеры, успеха и признания, новые основания для статуса в обществе, его повышения и обмена на богатство — искусство соблазнения, эротическую игру, кокетство, флирт, провокацию, а то и скандал.

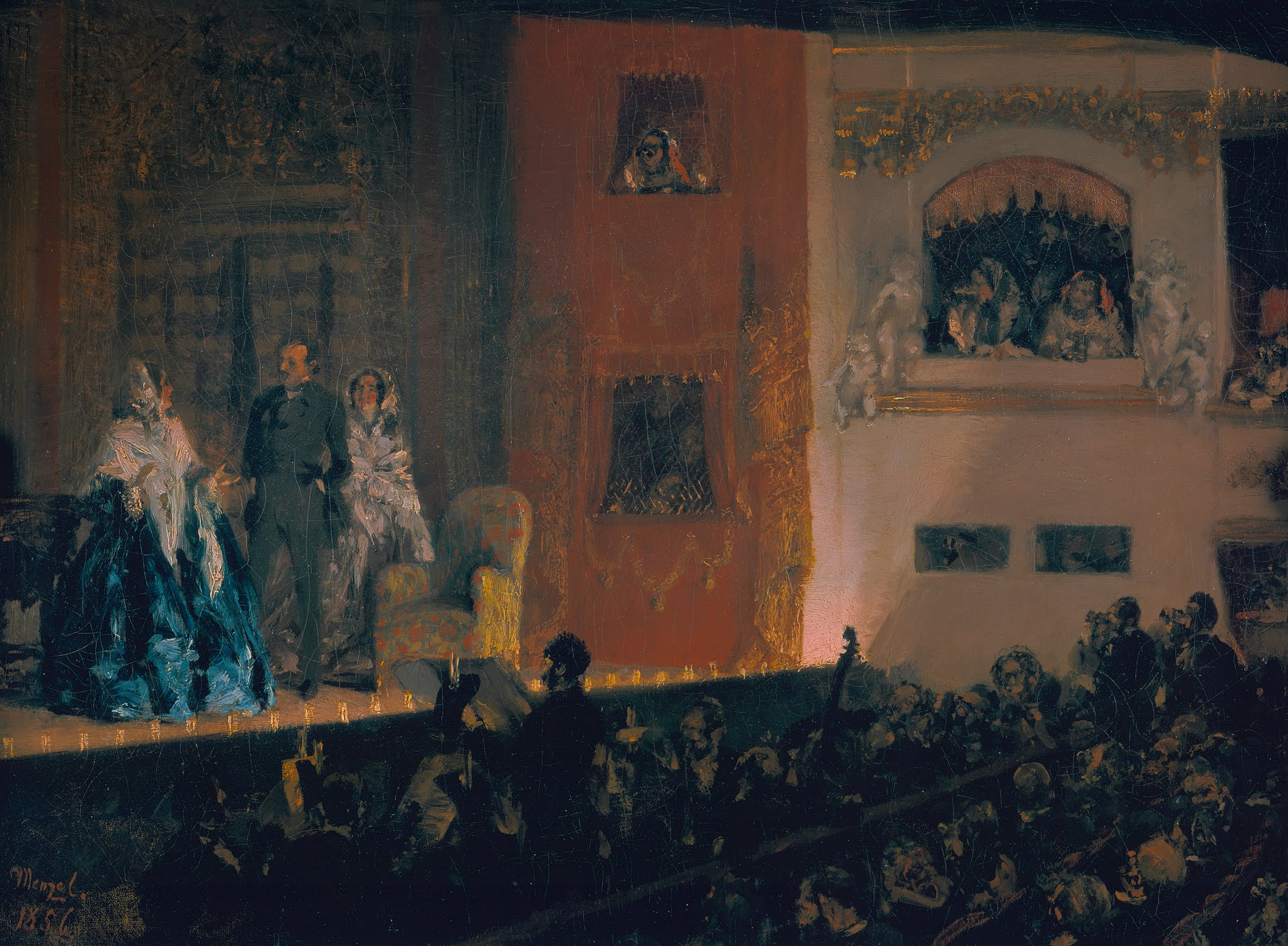
Адольф фон Менцель. Театр Жимназ, 1856

Среди первых дам полусвета наиболее прославленной и надолго задавшей модель поведения стала англичанка Кора Перл, с 1860-х годов блиставшая в Париже. С ней соревновались Жанна де Турбе (в будущем — графиня де Луан), Паива и другие. Свою вереницу демимонденок дала прекрасная эпоха (Вальтесс де Ла Бинь, Лиана де Пужи, Клео де Мерод, Каролина Отеро, Эмильена д’Алансон, Виржини Готро).

## Происхождение слова
Само слово полусвет ввел в обиход Александр Дюма-сын, назвав им комедию, премьера которой состоялась в парижском театре Жимназ 20 марта 1855 года.

## Литературные прототипы
В качестве ближайших предшественниц дам полусвета как социальной роли обычно рассматривают героинь романов Бальзака (например, Утраченные иллюзии, 1836—1843), Теккерея (Ярмарка тщеславия, 1848), Дюма-сына (Дама с камелиями, 1848, пьеса — 1852).

## Дамы полусвета в литературе
Бальзаковские образы развили далее Золя (Нана, 1880), Мопассан (Милый друг, 1885), Поль-Жан Туле (Моя подруга Нан, 1905), Сувестр, Пьер и Аллен, Марсель (серия романов «Фантомас», 10-я, 13-я и другие истории). 
Летописцем и аналитиком полусвета стал Марсель Пруст. Позднее галерею дам полусвета прекрасной эпохи — уже не без ностальгии — вывела в своих романах Сидони Колетт (Жижи, 1944, и др.).

## Закат
В XX веке, под влиянием крупномасштабных социальных процессов, сдвигов в социальной стратификации, растущей демократизации, борьбы за избирательные права женщин, феминистского движения и др. понятие полусвета и образ демимонденки постепенно выходят из употребления. Вместе с тем, они сохраняются в культуре — фигурируют в словесности, на театральной сцене, а особенно в кино.